# جوشوا سنو
جوشوا سنو هو سياسي كندي، ولد في 28 يونيو 1804، وتوفي في 8 يناير 1870. انتخب عضو مجلس نواب نوفا سكوتيا.